# Paul Voigt
Paul Gustavus Adolphus Helmuth Voigt (Londen, 9 december 1901 - Brighton (Ontario), 9 februari 1981) was een Britse audiopionier, die zich verdienstelijk heeft gemaakt met zijn ontwerpen op het gebied van zowel de geluidsopnametechniek, waaronder een verbeterde naald voor het snijden van de groef in grammofoonplaten en een condensatormicrofoon, als de geluidsweergave door verbeteringen aan elektrodynamische luidsprekers. Hij verwierf ook bekendheid door zijn ontwerp van een akoestische hoorn, waarvan volgens zijn beschrijving de contour de vorm moest hebben van een tractrix.
Hij is zich altijd zeer bewust geweest van het belang van octrooien om zijn uitvindingen te beschermen en zijn ideeën liggen nu vast in 32 octrooien, die aan hem persoonlijk werden verleend.

## Levensloop
Als zoon van Duitse ouders, die op het einde van de 19e eeuw naar Groot-Brittannië waren geëmigreerd, studeerde hij aan het Dulwich College en aan het 'University College' waar hij op 21-jarige leeftijd het Bachelor of Science behaalde. Zijn eerste betrekking kreeg hij in 1922 bij J.E. Hough Ltd op de Edison-Bell afdeling in Londen. Met deze firma had Voigt de ongebruikelijke onderlinge overeenkomst gesloten dat al zijn uitvindingen mochten worden beschermd  door octrooi-aanvragen die uitsluitend op zijn naam werden aangevraagd. Door de economische crisis in 1933 staakte Edison-Bell zijn handelsactiviteiten waarop Voigt besloot om zijn eigen firma met de naam Voigt Patents in Sydenham op te richten. Het is in deze periode dat hij zijn hoekhoorn voor huiselijk gebruik ontwierp, een indrukwekkend ontwerp waarbij het geluid op meer dan één meter hoog de huiskamer in straalde.
In 1934 ontmoette Voigt de heer Lowther van de Lowther Manufacturing Company Ltd, een firma die zich toelegde op de bouw van versterkers, tuners en luidsprekers. Uit deze ontmoeting ontstond er een alliantie tussen de twee firma's, de Lowther-Voigt Radio.
Gedurende de Tweede Wereldoorlog ging de verkoop van hogekwaliteitsluidsprekers sterk achteruit en Voigt hield zich in die periode voornamelijk bezig met het installeren van zijn hoornluidsprekers in filmzalen. Onderzoekprogramma's van de Britse overheid, waaraan hij zeker een belangrijke bijdrage had kunnen leveren, werden in die jaren niet aan hem toevertrouwd vanwege zijn Duitse afkomst. Na de oorlog ontstond er in Groot-Brittannië door de wederopbouw een groot tekort aan allerhande materialen, die voor de bouw van luidsprekerconstructies nodig waren. Onder meer door deze omstandigheden zag Voigt zich genoodzaakt om te emigreren en besloot om zijn aandeel in Lowther te verkopen en een bedrijf op te starten in Canada. Deze onderneming werd echter geen succes en Voigt zag zich verplicht om na een tijdelijke leeropdracht een baan bij de 'Canadian Federal Government in Radio Regulations' te accepteren.
Als appreciatie voor zijn werk kreeg hij meerdere onderscheidingen en werd in 1974 erelid van de 'Audio Engineering Society'.

## Enkele van Voigts octrooien
- (en)  Tractrix Hoorn- Paul Voigt, Appl. Date 5 juli 1926[dode link]

- (en)  Akoestische reflector[dode link]

- (en)  Verbetering ophanging van de spreekspoel van een elektrodynamische luidspreker[dode link]

## Referentie
"In memoriam Paul Voigt", Journal of the Audio Engineering Society, vol. 29, nr. 4, April 1981, p. 308